# Lucia Grecu
Lucia Grecu (Bucarest, 23 luglio 1957) è un'ex cestista rumena.

## Carriera
Con la Romania ha disputato tre edizioni dei Campionati europei (1980, 1983, 1985).